# S57-es személyvonat
Az S57-es személyvonat egy budapesti elővárosi vonat volt Vác és Monor között a Nyugati pályaudvar 2015-ös és 2021-es lezárása alatt.

## Története
2015. június 22-étől július 5-éig a Nyugati pályaudvar lezárásra került, az ide érkező S50-es és S70-es járatokat összevonták, ezek a vonatok S57-es jelzéssel Vác és Monor között jártak. Egyes vonatok Szobig hosszabbítva jártak. Reggel egy járat Szobról indulva Záhonyig közlekedett. A zónázó vonatok Szob és Cegléd között jártak Z57-es jelzéssel.
2021. június 19-étől július 17-éig a Nyugati pályaudvar lezárása miatt újra közlekedik Vác és Monor között. Egyes vonatok Szobig és Szolnokig hosszabbítva járnak.

## Útvonala
| Egyes vonatok Szobig közlekedtek.    |                     |    | |
| 0                                    | Vác végállomás      | 81 | 300, 314, 328, 329, 330, 331, 332, 333, 334, 335, 337, 338, 339, 342, 343, 345, 347, 348, 350, 351, 361, 362, 363, 364, 365, 371, 455 Z57 , G70 , S71 , G71 , S750 , EC, EN          |
| 3                                    | Vác-Alsóváros       | 78 | 314, 334, 335, 336, 337, 338, 339, 347, 366 G70 , S71 , G71 |
| 7                                    | Sződ-Sződliget      | 73 | 343, 344 |
| 10                                   | Felsőgöd            | 70 | 345 G70 |
| 13                                   | Göd                 | 67 | |
| 15                                   | Alsógöd             | 65 | |
| 19                                   | Dunakeszi-Gyártelep | 61 | G70 |
| 22                                   | Dunakeszi           | 58 | 308, 309, 310, 311, 324, 325, 371 G70 |
| 24                                   | Dunakeszi alsó      | 55 | |
| 29                                   | Rákospalota-Újpest  | 51 | 12, 14 96, 121, 124, 225, 270, 296, 296A G70 , S71 , G71 , EC |
| 32                                   | Istvántelek         | 48 | 125 |
| 36                                   | Rákosrendező        | 44 | 25, 30, 30A, 32, 225, 230 74, 74A S72 , G72 , Z72 |
| 42                                   | Zugló               | 38 | 5, 7, 7E, 8E, 108E, 110, 110E, 112, 133E 1, 1M 72M G50 , Z50 , Z57 , IC, sebesvonat                                                                                                  |
| 47                                   | Kőbánya alsó        | 33 | 9, 95, 117, 151, 162, 162A, 185, 195, 217, 217E, 262 3, 28, 62, 62A G50 , Z50 , Z57                                                                                                  |
| 51                                   | Kőbánya-Kispest     | 29 | 68, 85, 85E, 93, 93A, 98, 98E, 136E, 148, 151, 182, 182A, 184, 193E, 200E, 202E, 282E, 284E 575, 576, 577, 578, 580, 581 S21 , G43 , G50 , Z50 , Z57 , IC, sebesvonat, expresszvonat |
| 55                                   | Pestszentlőrinc     | 25 | 36, 98, 98E, 200E, 217, 217E |
| 57                                   | Szemeretelep        | 22 | 93, 183, 200E |
| 60                                   | Ferihegy            | 20 | 166, 200E, 236, 236A, 266 575, 576, 578, 580, 581 Z50 , Z57 , IC, sebesvonat, expresszvonat                                                                                          |
| 64                                   | Vecsés              | 16 | 576, 577, 578 |
| 67                                   | Vecsés-Kertekalja   | 13 | |
| 72                                   | Üllő                | 8  | |
| 75                                   | Hosszúberek-Péteri  | 4  | 512 |
| 80                                   | Monor végállomás    | 0  | 507, 513, 514, 515, 516, 517, 518, 585, 586, 587, 590, 591, 595 G50 , Z50 , Z57 |
| Egyes vonatok Szolnokig közlekedtek. |                     |    | |